# 哈克·辛普森
哈克·辛普森（英語：Hack Simpson，1910年6月26日—1978年3月30日），加拿大男子冰球运动员，场上位置是前锋。他曾代表加拿大参加1932年冬季奥林匹克运动会冰球比赛，获得一枚金牌。